# 波斯尼亚和黑塞哥维那共产主义者联盟
波斯尼亚和黑塞哥维那共產主義者聯盟（塞爾維亞-克羅埃西亞語拉丁字母：，塞爾維亞-克羅埃西亞語西里爾字母：），简称波黑共盟（SK BiH），是南斯拉夫共產主義者聯盟在波斯尼亚和黑塞哥维那社会主义共和国的分支。

## 歷史
1943年，波斯尼亚和黑塞哥维那共产党作为南斯拉夫共产党在波斯尼亚和黑塞哥维那地区的分支成立。
1952年南斯拉夫共產黨第六次代表大會期間，將黨改名為南斯拉夫共產主義者聯盟，各共和國和自治省的党组织也相应地改名为共产主义者联盟。
1974年南斯拉夫宪法颁布後，大幅提高各共和國共盟的權力，使得波黑共盟形同獨立政黨。
1980年代晚期，斯洛博丹·米洛舍维奇成為塞尔维亚共產主義者聯盟的領袖，他在塞爾維亞推行民族主義，使得南斯拉夫內部民族衝突加劇。終於在1990年代導致南斯拉夫各民族的衝突及南斯拉夫社會主義聯邦共和國瓦解。
1990年12月，波斯尼亚和黑塞哥维那共產主義者聯盟瓦解，后于1992年重建为波斯尼亚和黑塞哥维那社会民主党。